# Geganii
Légende :
♦Patricien, ♦Plébéien, ♦Consulaire, ♦Sénatorial, ♦Équestre
Gens et Liste des gentes romaines
Les Geganii sont les membres de la gens romaine patricienne Gegania originaire d'Albe-la-Longue. Les seuls membres connus vivent aux débuts de la République romaine, aux Ve et IVe siècles av. J.-C., et ont pour cognomen Macerinus (du latin macer, « maigre »).

## Principaux membres
- - Titus Geganius Macerinus, consul en 492 av. J.-C.
  - Lucius Geganius, frère du précédent[1], ambassadeur envoyé en Sicile pour réapprovisionner Rome en grain en 492 av. J.-C.[a 1]
- Marcus Geganius
  - Marcus Geganius Macerinus, fils du précédent, consul en 447, 443 et 437 av. J.-C. et censeur en 435 av. J.-C.
  - Proculus Geganius Macerinus, peut-être frère du précédent, consul en 440 av. J.-C.
- Lucius Geganius Macerinus, tribun consulaire en 378 av. J.-C.
- Marcus Geganius Macerinus, tribun consulaire en 367 av. J.-C.